# سالسا (رقص)

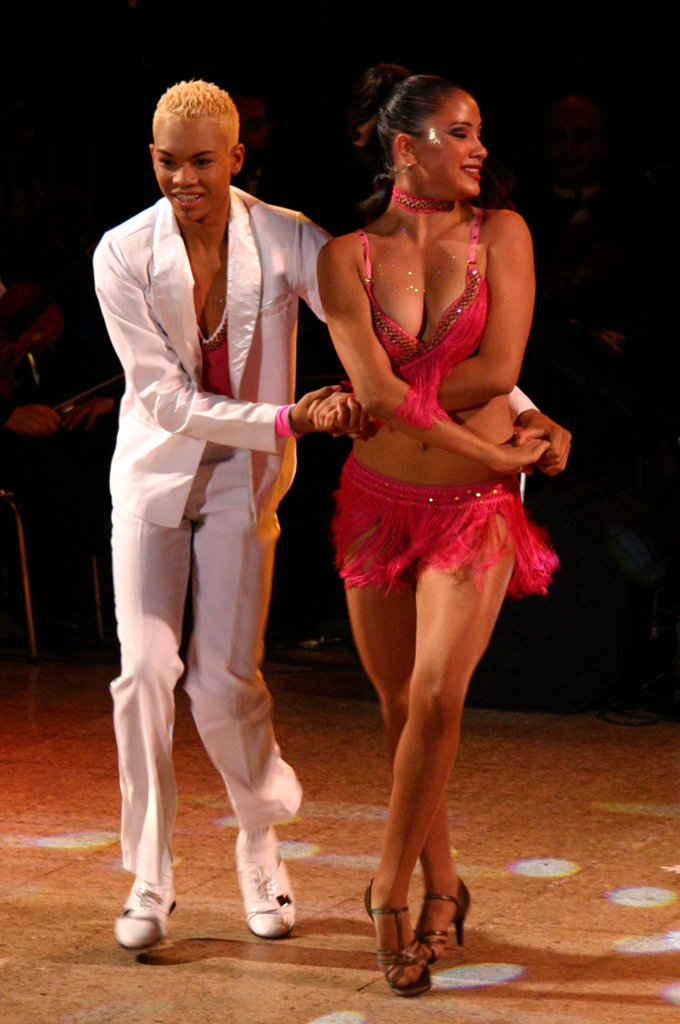
سبک کلمبیایی یا رکالی رقص سالسا

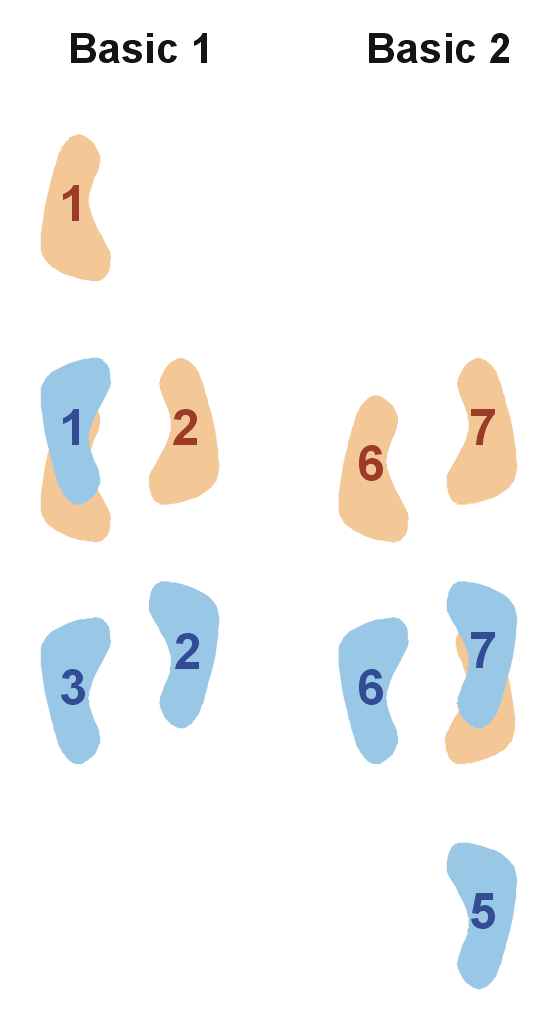
گام‌های اصلی سبک لوس‌آنجلسی. گام‌های رهبر به رنگ آبی.

رقص سالسا (به انگلیسی: Salsa Dance) نوعی رقص گروهی شناخته شده‌است؛ که اصل آن از شهر نیویورک تحت نفوذ قوی فرهنگ آمریکای لاتین، به ویژه پورتوریکو سرچشمه گرفته‌است. حرکات سالسا ریشه در رقص‌های سان، چاچا، مامبو و دیگر شیوه‌های رقص دارد و از رقص همراه با موسیقی سالسا در اواسط دهه ۱۹۷۰ در نیویورک آغاز شده‌است.
مناطق مختلف آمریکای لاتین و ایالات متحده آمریکا سبک‌های مختلفی از سالسا دارند مانند سبک کوبایی، پورتوریکویایی، کلمبایی، لس‌آنجلسی و نیویورکی.
رقص سالسا عموما در کلاب‌های رقص، میخانه‌ها(bars)، رستوران‌ها و مکان‌های روباز اجرا میشود و رقص محبوبی برای فستیوال‌های خیابانی به حساب می‌آید.
سالسا رقص اجتماعی محبوبی در میان مردم کارائیب، آمریکای مرکزی و آمریکای جنوبی است و نیز تا حد زیادی در آمریکای شمالی، اروپا، استرالیا، و حتی برخی کشورهای آسیایی و خاورمیانه رواج دارد.
سالسا در لغت به معنای «مخلوط» بوده و در اسپانیایی نوعی سس تند است که می‌تواند به نوعی بیانگر طعم و تندی و شاید پیشینه ترکیبی این رقص باشد که از هر یک از رقص‌های مامبو، چاچا، سان و دیگر رقص‌ها چیزی با خود دارد.
سالسا به‌طور معمول یک رقص دو نفره است اما به صورت تک‌نفره و هم چنین حلقه‌هایی که زوج‌ها با یکدیگر تعویض می‌شوند نیز انجام می‌شود؛ مانند رقص ردیفی (به انگلیسی: Salsa Line Dance) یا سالسا سواِلتا (به انگلیسی: Salsa Salsa Suelta) که افراد به صورت تکی می‌رقصند و نیز رقص دایره‌ای روئه‌دا د کازینو (به انگلیسی: Salsa Rueda de Casino) که چند زوج در یک دایره هم‌رقص خود را عوض می‌کنند. سالسا هم به شکل بداهه اجرا می‌شود هم می‌تواند روال از قبل طراحی شده داشته باشد.
از خصوصیات بارز این رقص حرکات سریع دست و پا، تغییر موضع بدن، چرخش‌های ناگهانی و ریتمیک، جدا کردن بدن‌ها از یکدیگر، لق کردن شانه‌ها و حالت خاص دست‌ها است. سالسا یک رقص تمام ریتمیک است که در رنج‌های آرام حدود ۱۵۰ bmp (ضربه در دقیقه) تا ریتم‌های تند تا حدود ۲۵۰ ضربه در دقیقه انجام می‌شود، اگر چه اغلب این رقص با موسیقی در جایی بین ۱۶۰–۲۲۰ ضربه در دقیقه صورت می‌پذیرد.
فیلم‌های آمریکایی نقش زیادی در آشنایی مردم سایر کشورها با فرهنگ و موسیقی کوبا و به ویژه با موسیقی و رقص سالسا داشته‌اند. مارک آنتونی، خواننده، آهنگساز و بازیگر پورتوریکویی - آمریکایی، یکی از مشهورترین خوانندگان سبک سالسا است.

## سبک‌ها
از آنجایی که سالسا ریشه در رقص‌های مختلفی دارد و به عنوان یک موسیقی مردمی و انعطاف‌پذیر با بداهه نوازی همراه است به‌طور مداوم در حال تحول است و امروزه با رعایت قواعد اصلی به صورت سبک‌های مختلفی اجرا می‌شود. نام سبک‌های جدید سالسا با نام مناطق جغرافیایی که در آنجا توسعه یافته در ارتباط هستند.
ویژگی‌هایی که ممکن است موجب شناسایی یک سبک شود عبارتند از: زمان‌بندی، گام‌های اصلی، الگوهای حرکت پا، گردش و حرکات بدن، چرخش‌ها و فرم بدن، حالت، تأثیرات رقص‌های دیگر و نحوه‌ای که شرکای رقص یکدیگر را نگه می‌دارند.
مهمترین این سبک‌ها عبارتند از:
- سبک کلمبیایی یا کالی
- سبک کوبایی یا کازینو
- سبک میامی کازینو
- سبک روئه‌دا د کازینو
- سبک لوس آنجلسی
- سبک نیویورکی

## نگارخانه

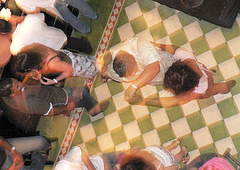
رقص سالسا در مکزیک
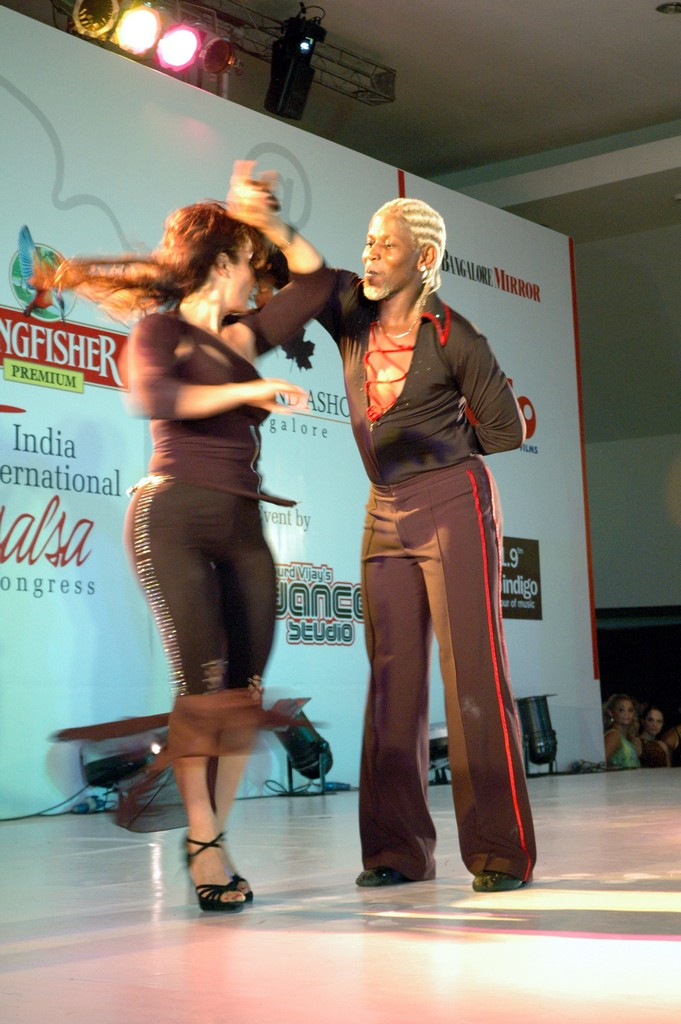
کنگره بین‌المللی سالسا، سال ۲۰۰۴ در بنگلور
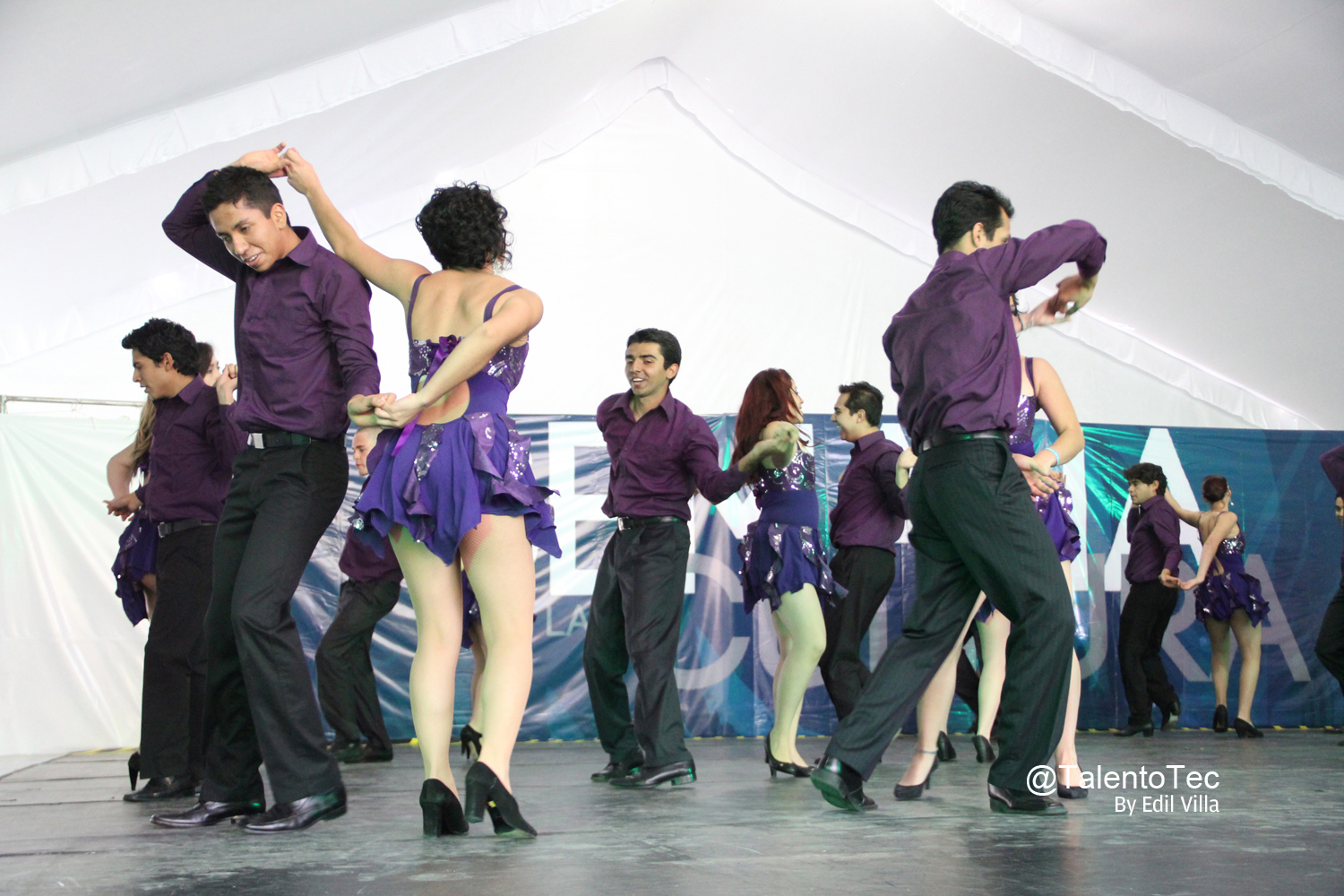
دانش آموزان موسسه فناوری و آموزش عالی مونتری در مکزیکو سیتی در حال رقص سالسا در هفته فرهنگ
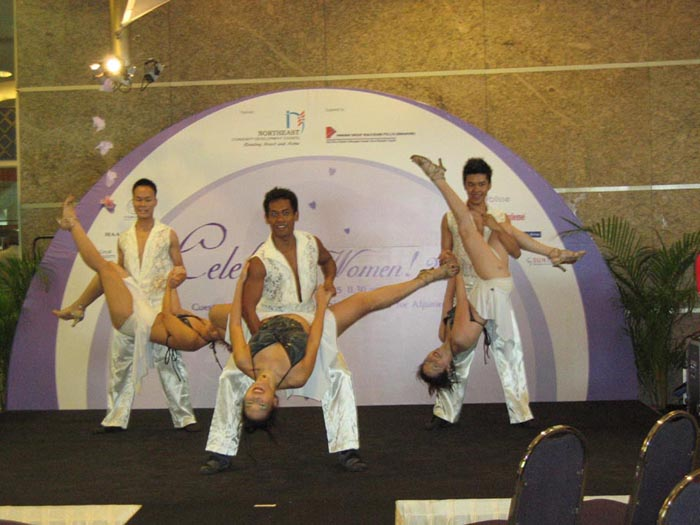
نمایش رقص سالسا